# Фрейре (Чилі)
Фрейре (ісп. Freire) — місто в Чилі. Адміністративний центр однойменної комуни. Населення - 5388 осіб (2002). Місто і комуна входить до складу провінції Каутин і регіону Арауканія.
Територія комуни – 935,2 км². Чисельність населення – 27 130 мешканців (2007). Щільність населення - 29,01 чол./км².

## Розташування
Місто розташоване за 25 км на південь від адміністративного центру області міста Темуко.
Комуна межує:
- на півночі - з комунами Падре-Лас-Касас, Вількун
- на сході - з комуною Кунко
- на південному сході - з комуною Вільяррика
- на півдні - з комуною Пітруфкен
- на заході — з комунами Теодоро-Шмідт, Нуева-Імперіаль

## Демографія
Згідно з даними, зібраними під час перепису Національним інститутом статистики, населення комуни становить 27 130 осіб, з яких 14 096 чоловіків та 13 034 жінки.
Населення комуни становить 2,89% від загальної чисельності населення регіону Арауканія. 68,21% належить до сільського населення та 31,79% - міське населення.

### Найважливіші населені пункти комуни
- Фрейре (місто) - 5388 мешканців
- Кепе (селище) - 2241 мешканців